# 密枝灰蘚
密枝灰蘚（学名：Hypnum densirameum）为灰蘚科灰蘚屬下的一个种。

## 扩展阅读
- 維基物種上的相關：密枝灰蘚